# لوریان گیبسون
لوریان گیبسون (انگلیسی: Laurieann Gibson؛ زادهٔ ۱۴ ژوئیهٔ ۱۹۶۹) طراحی رقص، کارگردان، خواننده، بازیگر و رقصنده اهل کانادا است. وی از سال ۱۹۸۷ میلادی تاکنون مشغول فعالیت بوده‌است. او در طول حرفهٔ خود با هنرمندانی از جمله مایکل جکسون، آلیشیا کیز، لیدی گاگا و بیانسه همکاری داشته‌است.
از فیلم‌ها یا برنامه‌های تلویزیونی که وی در آن نقش داشته‌است می‌توان به هانی ۲ اشاره کرد.